# Лдзяни (ґміна)
Ґміна Лдзяни — сільська гміна в Калуському повіті Станиславівського воєводства Другої Речі Посполитої та у Крайсгауптманшафті Калуш (1941—1943) і Крайсгауптманшафті Станіслав (1943—1944) Дистрикту Галичина Третього Райху. Адміністративним центром гміни було село Лдзяни.
Об'єднану сільську ґміну Лдзяни (рівнозначну волості) було утворено 1 серпня 1934 року у межах адміністративної реформи у Другій Речі Посполитій із суміжних тогочасних сільських ґмін (самоврядних громад): Камєнь (Камінь), Красна (Красне), Лдзяни, Нєбилув (Небилів), Петранка, Рувня (Рівня), Слобода-Нєбиловска (Слобода-Небилівська), Слобода Рувнянска (Слобода-Рівнянська), Слівкі, Топольско (Топільське).
Площа ґміни — 179,8 км². Кількість житлових будинків — 2727. Кількість мешканців — 13461 осіб.
Національний склад населення ґміни Лдзяни станом на 1 січня 1939 року:
| село                | населення | українці-греко-католики | українці-латинники | євреї  | поляки |
| ------------------- | --------- | ----------------------- | ------------------ | ------ | ------ |
| Камінь              | 1610      | 1595                    | 5                  | 10     |        |
| Красна              | 1840      | 1780                    | 10                 | 40     | 10     |
| Лдзяне              | 1190      | 1165                    | 15                 | 10     |        |
| Небилів             | 2560      | 2500                    |                    | 30     | 30     |
| Петранка            | 2910      | 2810                    | 20                 | 70     | 10     |
| Рівня               | 1670      | 1600                    | 30                 | 30     | 10     |
| Слобода Небилівська | 690       | 550                     |                    | 10     | 130    |
| Слобода Рівнянська  | 580       | 575                     |                    | 5      |        |
| Сливки              | 1050      | 1010                    | 10                 | 30     |        |
| Топільсько          | 590       | 555                     | 20                 | 5      | 10     |
| Загалом             | 14690     | 14140                   | 110                | 240    | 200    |
| Відсотки            | 100 %     | 96,26 %                 | 0,75 %             | 1,63 % | 1,36 % |

17 січня 1940 року ґміна була ліквідована, а територія увійшла до новоствореного Новичанського району.
Гміна (волость) була відновлена на час німецької окупації з липня 1941 року до липня 1944 року, але села Небилів, Слобода-Небилівська і Сливки були передані до ґміни Ясень, перейменованої після цього на ґміну Небилів.
Станом на 1 березня 1943 року населення ґміни становило 9293 осіб.